# Melamaiyur
Melamaiyur là một thị trấn thống kê (census town) của quận Kancheepuram thuộc bang Tamil Nadu, Ấn Độ.

## Nhân khẩu
Theo điều tra dân số năm 2001 của Ấn Độ, Melamaiyur có dân số 5155 người. Phái nam chiếm 50% tổng số dân và phái nữ chiếm 50%. Melamaiyur có tỷ lệ 81% biết đọc biết viết, cao hơn tỷ lệ trung bình toàn quốc là 59,5%: tỷ lệ cho phái nam là 84%, và tỷ lệ cho phái nữ là 78%. Tại Melamaiyur, 8% dân số nhỏ hơn 6 tuổi.